# DJ Green Lantern
James Christopher D’Agostino (ur. 7 lipca 1976 w Rochester), znany na scenie muzycznej jako DJ Green Lantern – amerykański DJ i producent muzyczny. Współpracował między innymi z Eminemem, w którego wytwórni, Shady Records, był oficjalnym DJ-em, a także z 50 Centem, Obiem Trice’em, D12, Tonym Yayo, Lloydem Banksem i Ludacrisem.

## Życiorys i kariera muzyczna

### Początki
James Christopher D’Agostino odkrył hip-hop słuchając takich wykonawców jak: The Sugarhill Gang, Grandmaster Flash i Grandmaster Flash and the Furious Five. Zaczął tworzyć beaty dla MC, co z czasem stało się jego hobby, a hip-hop – stylem życia. Na początku lat 90. rozpoczął karierę DJ-a w Rochester. Około 1996 roku zaczął tworzyć mixtape’y, które przynosiły mu popularność. Produkując taśmy z miksami wszystkich dobrze się zapowiadających utworów stał się jednym z najbardziej znaczących DJ-ów w hip-hopowym podziemiu. Z czasem twórcami mixtape’ów zainteresowała się RIAA zarzucając im naruszanie praw autorskich, ale działania te tylko przyczyniły się do wzrostu popularności Greena Lanterna i zwiększenia sprzedaży jego produkcji.

### Działalność profesjonalna
W 2002 roku Green Lantern po raz pierwszy spotkał się z Eminemem podczas realizacji albumu Invasion, który odzwierciedlał trwający wówczas spór Eminema z raperem Benzino. W tym samym roku wystąpił wspólnie z Eminemem podczas trasy koncertowej Anger Management Tour podpisując następnie umowę z należącą do niego wytwórnią Shady Records. W roku następnym wydał pod jej szyldem (pod pseudonimem The Evil Genius DJ Green Lantern) mixtape CD z miksami utworów Eminema, 50 Centa, Obiego Trice’a, D12, Tony’ego Yayo i Lloyda Banksa. 
W 2004 roku Eminem zaprosił Greena Lanterna do realizacji kolejnego miksu didżejskiego o tematyce bitewnej, Invasion Pt. II: Conspiracy Theory, który uwypuklał trwający wówczas konflikt Shady Records z Murder Inc. Records. Dwupłytowy album został wydany 13 września tego samego roku nakładem wytwórni Nocturne i jej filii, On the Corner. Zawierał miksy utworów między innymi: Eminema, 50 Centa, Obiego Trice’a, D12 oraz samego Greena Lanterna. Album zajął 37. miejsce na liście 50 Najlepszych Mixtape’ów Rap Tysiąclecia (The 50 Best Rap Mixtapes of the Millennium) magazynu Pitchfork, obejmujących najlepsze free digital downloads, taśmy i CD-Ry wydane w latach: 2000 – czerwiec 2016.
Green Lantern prowadzi cotygodniowy program w nowojorskiej stacji radiowej Hot 97 FM. Począwszy od 31 stycznia 2005 roku rozpoczął nadawanie pod skrzydłami X Radio Networks cotygodniowej, trzygodzinnej audycji Mix-Tape Radio.
15 lutego 2005 roku ukazał się singel Ludacrisa „Number One Spot”, którego producentem był Green Lantern. 23 kwietnia doszedł do 6. miejsca na liście Hot Rap Songs tygodnika Billboard, a 6 czerwca uzyskał w Stanach Zjednoczonych certyfikat złotej płyty za 500 tysięcy sprzedanych egzemplarzy (w formacie digital download).
Pod koniec kwietnia 2005 roku, gdy Eminem przygotowywał się do trasy koncertowej Anger Management 3 Tour Green Lantern zrezygnował z udziału w trasie, a następnie opuścił Shady Records. Powodem były jego nieporozumienia z 50 Centem.
W 2008 roku wystąpił wraz z Mister Cee jako gospodarz hip-hopowej stacji radiowej "The Beat 102.7", tworzącej razem innymi stacjami ścieżkę dźwiękową do gry wideo Grand Theft Auto IV. 
W 2014 roku opublikował za pośrednictwem Ultra Music remix Know About Me z gościnnym udziałem piosenkarki Iggy Azalei i DJ-a Valentino Khana. Zamiarem muzycznym jaki mu przyświecał, było połączenie hip-hopu z elektroniczną muzyką taneczną. Wyjaśniając tytuł wydawnictwa (pol. „Dowiedz się o mnie”) stwierdził, iż jego zamiarem było informowanie fanów na bieżąco o tym, co aktualnie robi, jakie są jego muzyczne upodobania i dalsze plany. Trwający 39 minut i 40 sekund remix składał się z 20 utworów. Został również udostępniony w serwisie SoundCloud.

### Zaangażowanie polityczne
W 2008 roku Green Lantern wydał wspólnie z Russellem Simmonsem mixtape Obama Yes We Can pomyślany jako poparcie dla Baracka Obamy w wyborach prezydenckich. Był pierwszą tego typu płytą od czasu kompilacyjnego albumu America is Dying Slowly, poświęconego świadomości i profilaktyce AIDS. Na trwający nieco ponad godzinę album złożyły się piosenki przeplatane przemówieniami prezydenta USA. W części muzycznej wystąpiły tak popularne gwiazdy MC jak: Kanye West, Jay-Z, Nas, David Banner, Rhymefest, Wale czy Royce da 5'9".